# Danial Ahmetov
Danial Kenjetaiūly Ahmetov (in kazako Даниал Кенжетайұлы Ахметов?; 15 giugno 1954) è un politico kazako.
È stato il Primo ministro del Kazakistan dal giugno 2003 al gennaio 2007.